# Tischtennis-Europameisterschaft 2019
Die 38. Tischtennis-Europameisterschaft fand vom 3. bis 8. September 2019 im französischen Nantes statt. Es wurden nur die Mannschaftswettbewerbe ausgetragen.
Titelverteidiger waren Deutschland bei den Männern und Rumänien bei den Frauen, die ihren Titel jeweils verteidigen konnten. Dabei verloren die deutschen Herren kein einziges Spiel.

## Modus
Der Modus wurde gegenüber der vorherigen Team-EM geändert und sieht drei Stufen vor.

### Qualifikation
In der ersten Qualifikationsstufe wurden die 18 Mannschaften, die bei der letzten Europameisterschaft die Plätze 2–19 (bzw. 2–20, da der Gastgeber nicht mitgezählt wurde) belegt hatten, in Gruppe A eingeteilt, alle anderen Mannschaften (abgesehen von amtierendem Europameister und Gastgeber) in Gruppe B.
In Gruppe A wurden die Mannschaften wiederum auf sechs Gruppen à 3 Mannschaften aufgeteilt. In jeder Gruppe spielte, jeweils mit Hin- und Rückspiel, jeder gegen jeden. Die Gruppenersten und -zweiten qualifizierten sich direkt für die finale Stufe, während die Gruppendritten die zweite Qualifikationsstufe spielten.
In Gruppe B wurden die Mannschaften, abhängig von der Teilnehmerzahl, auf Gruppen à 3 oder 4 Mannschaften aufgeteilt und spielten dort ebenfalls im Modus zweimal jeder gegen jeden. Die Gruppenersten und -zweiten qualifizierten sich für die zweite Qualifikationsstufe, wo sie mit den 6 Gruppendritten aus Gruppe A in 3er- oder 4er-Gruppen aufgeteilt wurden und 10 weitere Qualifikanten für die finale Stufe ausspielten.

### Finale Stufe
An der letzten Stufe nahmen 24 Mannschaften teil, die den Europameister ausspielten, wobei der amtierende Europameister und der Gastgeber automatisch qualifiziert waren. Sie wurden auf 8 Gruppen à 3 Mannschaften aufgeteilt und spielten dort im Modus jeder gegen jeden. Die Gruppensieger rückten ins Viertelfinale vor, wo es im K.-o.-System weiterging.
Alle Spiele wurden im Best-of-5-Modus ausgetragen und bestanden somit aus 3 bis 5 Einzeln, die, wiederum im Best-of-5-Modus ausgetragen, aus 3 bis 5 Sätzen bestanden.

## Männer

### Abschlussplatzierungen
| Platz                                | Mannschaft                                                                                             | Spieler (Weltranglistenposition)                                                                                  |
| ------------------------------------ | --- | --- |
|                                      | Deutschland (1)                                                                                        | Timo Boll (7), Dimitrij Ovtcharov (12), Patrick Franziska (15), Benedikt Duda (37), Ruwen Filus (40)              |
|                                      | Portugal (2)                                                                                           | Marcos Freitas (26), Tiago Apolónia (59), João Monteiro (132), Diogo Carvalho (162), Diogo Chen (248)             |
|                                      | Frankreich (3)                                                                                         | Simon Gauzy (20), Emmanuel Lebesson (31), Can Akkuzu (56), Tristan Flore (96), Andrea Landrieu (137)              |
| Schweden (5)                         | Mattias Falck (9), Kristian Karlsson (23), Jon Persson (53), Truls Möregårdh (81), Anton Källberg (88) | |
| 5                                    | England (25)                                                                                           | Liam Pitchford (18), Samuel Walker (86), Paul Drinkhall (94), Tom Jarvis (180)                                    |
| 5                                    | Österreich (10)                                                                                        | Daniel Habesohn (38), Robert Gardos (42), Stefan Fegerl (70), Andreas Levenko (118)                               |
| 5                                    | Polen (12)                                                                                             | Jakub Dyjas (76), Marek Badowski (120), Maciej Kubik (414), Samuel Kulczycki (591)                                |
| 5                                    | Slowenien (3)                                                                                          | Darko Jorgić (43), Bojan Tokič (46), Deni Kožul (101), Peter Hribar (303), Tilen Cvetko (482)                     |
| 9                                    | Dänemark (17)                                                                                          | Jonathan Groth (24), Anders Lind (82), Tobias Rasmussen (178), Michael Maze (272)                                 |
| 9                                    | Griechenland (8)                                                                                       | Panagiotis Gionis (36), Ioannis Sgouropoulos (200), Konstantinos Konstantinopoulos (620), Kalinikos Kreanga (715) |
| 9                                    | Kroatien (6)                                                                                           | Tomislav Pucar (32), Andrej Gaćina (49), Frane Kojić (95), Filip Željko (463), Luka Martinek (735)                |
| 9                                    | Rumänien (11)                                                                                          | Ovidiu Ionescu (52), Cristian Pletea (71), Rareș Șipoș (170), Hunor Szőcs (112), Adrian Crișan (367)              |
| 9                                    | Russland (14)                                                                                          | Alexander Schibajew (47), Kirill Skatschkow (58), Wladimir Sidorenko (189), Vildan Gadiev (127), Lew Kazman (271) |
| 9                                    | Serbien (29)                                                                                           | Aleksandar Karakašević (130), Zsolt Pető (146), Marko Jevtović (277), Dimitrije Levajac (439)                     |
| 9                                    | Spanien (9)                                                                                            | Alvaro Robles (78), Jesus Cantero (144), Carlos Machado (197), Carlos Caballero (345)                             |
| 9                                    | Belarus (15)                                                                                           | Vladimir Samsonov (21), Pavel Platonov (99), Aljaksandr Chanin (134), Vadim Yarashenka (236)                      |
| 17                                   | Belgien (19)                                                                                           | Cedric Nuytinck (39), Robin Devos (90), Florent Lambiet (100), Martin Allegro (113), Florian Cnudde (211)         |
| 17                                   | Luxemburg (16)                                                                                         | Luka Mladenovic (199), Eric Glod (225), Gilles Michely (385), Christian Kill (895)                                |
| 17                                   | Niederlande (23)                                                                                       | Ewout Oostwouder (147), Laurens Tromer (184), Rajko Gommers (230)                                                 |
| 17                                   | Slowakei (13)                                                                                          | Wang Yang (33), Ľubomír Pištej (55), Alexander Valuch (191), Samuel Kaluzny (283)                                 |
| 17                                   | Tschechien (21)                                                                                        | Pavel Širuček (45), Lubomír Jančařík (87), Tomáš Polanský (196), Tomas Tregler (204)                              |
| 17                                   | Türkei (18)                                                                                            | İbrahim Gündüz (195), Abdullah Yiğenler (263), Ziver Gündüz, Zihni Şahin                                          |
| 17                                   | Ukraine (7)                                                                                            | Jewhen Pryschtschepa (128), Jaroslaw Schmudenko (158), Wiktor Jefimow (362), Anton Limonow (528)                  |
| 17                                   | Ungarn (20)                                                                                            | Bence Majoros (89), Ádám Szudi (125), Tamás Lakatos (173)                                                         |
| in Klammern die Platzierung von 2017 | in Klammern die Platzierung von 2017                                                                   | mit Einsatz / ohne Einsatz                                                                                        |

### Gruppenphase

#### Gruppe A
|             | Ergebnis |            |
| ----------- | -------- | ---------- |
| Russland    | 3:1      | Tschechien |
| Deutschland | 3:0      | Tschechien |
| Deutschland | 3:0      | Russland   |

| Rang | Land        | Spiele | Sätze | Punkte |
| ---- | ----------- | ------ | ----- | ------ |
| 1    | Deutschland | 6:0    | 18:7  | 4      |
| 2    | Russland    | 3:4    | 14:13 | 3      |
| 3    | Tschechien  | 1:6    | 7:19  | 2      |

|  | Viertelfinale |

#### Gruppe B
|          | Ergebnis |          |
| -------- | -------- | -------- |
| Rumänien | 3:1      | Ungarn   |
| Schweden | 3:1      | Ungarn   |
| Schweden | 3:0      | Rumänien |

| Rang | Land     | Spiele | Sätze | Punkte |
| ---- | -------- | ------ | ----- | ------ |
| 1    | Schweden | 6:1    | 19:11 | 4      |
| 2    | Rumänien | 3:4    | 15:15 | 3      |
| 3    | Ungarn   | 2:6    | 13:21 | 2      |

|  | Viertelfinale |

#### Gruppe C
|            | Ergebnis |          |
| ---------- | -------- | -------- |
| Slowakei   | 2:3      | Spanien  |
| Frankreich | 3:1      | Spanien  |
| Frankreich | 3:0      | Slowakei |

| Rang | Land       | Spiele | Sätze | Punkte |
| ---- | ---------- | ------ | ----- | ------ |
| 1    | Frankreich | 6:1    | 19:6  | 4      |
| 2    | Spanien    | 4:5    | 18:18 | 3      |
| 3    | Slowakei   | 2:6    | 8:21  | 2      |

|  | Viertelfinale |

#### Gruppe D
|            | Ergebnis |          |
| ---------- | -------- | -------- |
| Dänemark   | 3:1      | Ukraine  |
| Österreich | 3:0      | Ukraine  |
| Österreich | 3:2      | Dänemark |

| Rang | Land       | Spiele | Sätze | Punkte |
| ---- | ---------- | ------ | ----- | ------ |
| 1    | Österreich | 6:2    | 22:9  | 4      |
| 2    | Dänemark   | 3:1    | 18:21 | 3      |
| 3    | Ukraine    | 1:6    | 10:20 | 2      |

|  | Viertelfinale |

#### Gruppe E
|           | Ergebnis |             |
| --------- | -------- | ----------- |
| Kroatien  | 3:0      | Niederlande |
| Slowenien | 3:0      | Niederlande |
| Slowenien | 3:1      | Kroatien    |

| Rang | Land        | Spiele | Sätze | Punkte |
| ---- | ----------- | ------ | ----- | ------ |
| 1    | Slowenien   | 6:1    | 20:8  | 4      |
| 2    | Kroatien    | 4:3    | 17:13 | 3      |
| 3    | Niederlande | 0:6    | 2:18  | 2      |

|  | Viertelfinale |

#### Gruppe F
|         | Ergebnis |           |
| ------- | -------- | --------- |
| England | 3:1      | Luxemburg |
| Belarus | 3:0      | Luxemburg |
| Belarus | 1:3      | England   |

| Rang | Land      | Spiele | Sätze | Punkte |
| ---- | --------- | ------ | ----- | ------ |
| 1    | England   | 6:2    | 19:12 | 4      |
| 2    | Belarus   | 4:3    | 15:11 | 3      |
| 3    | Luxemburg | 1:6    | 8:19  | 2      |

|  | Viertelfinale |

#### Gruppe G
|         | Ergebnis |         |
| ------- | -------- | ------- |
| Belgien | 2:3      | Serbien |
| Polen   | 3:2      | Serbien |
| Polen   | 3:2      | Belgien |

| Rang | Land    | Spiele | Sätze | Punkte |
| ---- | ------- | ------ | ----- | ------ |
| 1    | Polen   | 6:4    | 23:16 | 4      |
| 2    | Serbien | 5:5    | 19:21 | 3      |
| 3    | Belgien | 4:6    | 18:23 | 2      |

|  | Viertelfinale |

#### Gruppe H
|              | Ergebnis |          |
| ------------ | -------- | -------- |
| Portugal     | 3:0      | Türkei   |
| Griechenland | 3:0      | Türkei   |
| Griechenland | 0:3      | Portugal |

| Rang | Land         | Spiele | Sätze | Punkte |
| ---- | ------------ | ------ | ----- | ------ |
| 1    | Portugal     | 6:0    | 18:3  | 4      |
| 2    | Griechenland | 3:3    | 10:11 | 3      |
| 3    | Türkei       | 0:6    | 4:18  | 2      |

|  | Viertelfinale |

### Hauptrunde
|  | Viertelfinale (6.9.) | Viertelfinale (6.9.) | Viertelfinale (6.9.) | Viertelfinale (6.9.) | Viertelfinale (6.9.) | Viertelfinale (6.9.) | Viertelfinale (6.9.) |          |             | Halbfinale (7.9.) | Halbfinale (7.9.) | Halbfinale (7.9.) | Halbfinale (7.9.) | Halbfinale (7.9.) | Halbfinale (7.9.) | Halbfinale (7.9.) |  |  | Finale (8.9.) | Finale (8.9.) | Finale (8.9.) | Finale (8.9.) | Finale (8.9.) | Finale (8.9.) | Finale (8.9.) |
|  |                      |                      |                      |                      |                      |                      |                      |          |             |                   |                   |                   |                   |                   |                   |                   |  |  |               |               |               |               |               |               |               |
|  | 1                    | Deutschland          | 3                    | 3                    | 3                    |                      |                      |          |             |                   |                   |                   |                   |                   |                   |                   |  |  |               |               |               |               |               |               |               |
|  | 5                    | Slowenien            | 2                    | 0                    | 0                    |                      |                      |          |             |                   |                   |                   |                   |                   |                   |                   |  |  |               |               |               |               |               |               |               |
|  | 5                    | Slowenien            | 2                    | 0                    | 0                    | 1                    | Deutschland          | 3        | 3           | 3                 |                   |                   |                   |                   |                   |                   |  |  |               |               |               |               |               |               |               |
|  |                      |                      |                      |                      |                      |                      |                      | 3        | 3           | 3                 |                   |                   |                   |                   |                   |                   |  |  |               |               |               |               |               |               |               |
|  |                      | 3                    | Frankreich           | 1                    | 1                    | 1                    |                      |          |             |                   |                   |                   |                   |                   |                   |                   |  |  |               |               |               |               |               |               |               |
|  | 7                    | 3                    | Frankreich           | 1                    | 1                    | 1                    | Polen                | 3        | 3           | 0                 | 1                 | 1                 |                   |                   |                   |                   |  |  |               |               |               |               |               |               |               |
|  | 7                    |                      |                      |                      |                      |                      |                      |          | 3           | 0                 | 1                 | 1                 |                   |                   |                   |                   |  |  |               |               |               |               |               |               |               |
|  | 3                    | Frankreich           | 1                    | 2                    | 3                    | 3                    | 3                    |          |             |                   |                   |                   |                   |                   |                   |                   |  |  |               |               |               |               |               |               |               |
|  |                      |                      |                      |                      |                      |                      |                      | 1        | Deutschland | 3                 | 3                 | 3                 |                   |                   |                   |                   |  |  |               |               |               |               |               |               |               |
|  |                      | 10                   | Portugal             | 0                    | 1                    | 0                    |                      |          |             |                   |                   |                   |                   |                   |                   |                   |  |  |               |               |               |               |               |               |               |
|  | 4                    | Österreich           | 3                    | 1                    | 1                    | 0                    |                      |          |             |                   |                   |                   |                   |                   |                   |                   |  |  |               |               |               |               |               |               |               |
|  | 10                   | Portugal             | 0                    | 3                    | 3                    | 3                    |                      |          |             |                   |                   |                   |                   |                   |                   |                   |  |  |               |               |               |               |               |               |               |
|  | 10                   | Portugal             | 0                    | 3                    | 3                    | 3                    | 10                   | Portugal | 2           | 3                 | 1                 | 3                 | 3                 |                   |                   |                   |  |  |               |               |               |               |               |               |               |
|  |                      |                      |                      |                      |                      |                      |                      | Portugal | 2           | 3                 | 1                 | 3                 | 3                 |                   |                   |                   |  |  |               |               |               |               |               |               |               |
|  |                      | 2                    | Schweden             | 3                    | 2                    | 3                    | 1                    | 2        |             |                   |                   |                   |                   |                   |                   |                   |  |  |               |               |               |               |               |               |               |
|  | 9                    | 2                    | Schweden             | 3                    | 2                    | 3                    | 1                    | 2        | England     | 0                 | 1                 | 1                 |                   |                   |                   |                   |  |  |               |               |               |               |               |               |               |
|  | 9                    |                      |                      |                      |                      |                      |                      |          | England     | 0                 | 1                 | 1                 |                   |                   |                   |                   |  |  |               |               |               |               |               |               |               |
|  | 2                    | Schweden             | 3                    | 3                    | 3                    |                      |                      |          |             |                   |                   |                   |                   |                   |                   |                   |  |  |               |               |               |               |               |               |               |

## Frauen

### Abschlussplatzierungen
| Platz                                | Mannschaft                                                                          | Spielerinnen (Weltranglistenposition)                                                                                  |
| ------------------------------------ | ----------------------------------------------------------------------------------- | --- |
|                                      | Rumänien (1)                                                                        | Bernadette Szőcs (17), Elizabeta Samara (24), Daniela Dodean (110), Irina Ciobanu (112), Adina Diaconu (131)           |
|                                      | Portugal (8)                                                                        | Fu Yu (39), Shao Jieni (88), Leila Oliveira (166), Rita Fins (616)                                                     |
|                                      | Polen (7)                                                                           | Li Qian (50), Natalia Partyka (68), Natalia Bajor (98), Julia Slazak (376), Anna Węgrzyn (396)                         |
| Ungarn (5)                           | Georgina Póta (32), Dóra Madarász (58), Szandra Pergel (66), Leonie Hartbrich (201) | |
| 5                                    | Deutschland (2)                                                                     | Petrissa Solja (21), Han Ying (30), Nina Mittelham (41), Shan Xiaona (100), Yuan Wan (172)                             |
| 5                                    | Frankreich (10)                                                                     | Laura Gasnier (70), Stéphanie Loeuillette (73), Audrey Zarif (117), Pauline Chasselin (130), Marie Migot (206)         |
| 5                                    | Niederlande (3)                                                                     | Li Jie (45), Britt Eerland (47), Kim Vermaas (128)                                                                     |
| 5                                    | Ukraine (13)                                                                        | Marharyta Pessozka (34), Hanna Haponowa (56), Tetjana Bilenko (82), Solomija Bratejko (196)                            |
| 9                                    | Belgien (25)                                                                        | Lisa Lung (124), Nathalie Marchetti (147), Margo Degraef (181)                                                         |
| 9                                    | Italien (19)                                                                        | Debora Vivarelli (85), Giorgia Piccolin (103), Jamila Laurenti (203), Chiarah Colantoni (160)                          |
| 9                                    | Luxemburg (11)                                                                      | Ni Xialian (40), Sarah De Nutte (72), Tessy Gonderinger (602), Sarah Meyer                                             |
| 9                                    | Österreich (6)                                                                      | Sofia Polcanova (16), Amelie Solja (61), Liu Jia (64), Karoline Mischek (108)                                          |
| 9                                    | Russland (3)                                                                        | Polina Michailowa (37), Jana Noskowa (52), Marija Tailakowa (93), Olga Worobjowa (186), Walerija Schtscherbatych (139) |
| 9                                    | Schweden (12)                                                                       | Matilda Ekholm (26), Linda Bergström (62), Christina Källberg (211), Filippa Bergand (150)                             |
| 9                                    | Spanien (16)                                                                        | María Xiao (60), Galia Dvorak (90), Zhang Sofia-Xuan (104), Ana Garcia (234)                                           |
| 9                                    | Tschechien (9)                                                                      | Hana Matelová (44), Dana Čechová (94), Karin Adámková (109), Karolina Mynarova (435)                                   |
| 17                                   | Bulgarien (30)                                                                      | Marija Jowkowa (155), Kalina Hristova (616), Ivet Ilieva (616), Polina Trifonowa (616)                                 |
| 17                                   | Griechenland (26)                                                                   | Aikaterini Toliou (146), Konstantina Paridi (343), Maria Christoforaki (489), Elisavet Terpou (492)                    |
| 17                                   | Kroatien (14)                                                                       | Mateja Jeger (84), Ivana Malobabić (221), Ivana Tubikaneć (318), Petra Petek (441)                                     |
| 17                                   | Serbien (21)                                                                        | Izabela Lupulesku (89), Sabina Šurjan (115), Andrea Todorović (135), Tijana Jokić (322)                                |
| 17                                   | Slowakei (27)                                                                       | Barbora Balážová (45), Nicoleta Puchovanová (208), Eva Jurková (324), Ema Labošová (342)                               |
| 17                                   | Slowenien (17)                                                                      | Ana Tofant (260), Aleksandra Vovk (262), Katarina Stražar (388), Lea Paulin (821)                                      |
| 17                                   | Türkei (22)                                                                         | Özge Yılmaz (148), Sibel Altınkaya (217), Ece Haraç (546), Gülpembe Özkaya (552)                                       |
| 17                                   | Belarus (15)                                                                        | Nadezhda Bogdanova (91), Daria Trigolos (120), Alina Nikitchanka (207), Kazjaryna Barawok (290)                        |
| in Klammern die Platzierung von 2017 | in Klammern die Platzierung von 2017                                                | mit Einsatz / ohne Einsatz                                                                                             |

### Gruppenphase

#### Gruppe A
|          | Ergebnis |          |
| -------- | -------- | -------- |
| Spanien  | 3:0      | Slowakei |
| Rumänien | 3:0      | Slowakei |
| Rumänien | 3:0      | Spanien  |

| Rang | Land     | Spiele | Sätze | Punkte |
| ---- | -------- | ------ | ----- | ------ |
| 1    | Rumänien | 6:0    | 18:3  | 4      |
| 2    | Spanien  | 3:3    | 12:12 | 3      |
| 3    | Slowakei | 0:6    | 3:18  | 2      |

|  | Viertelfinale |

#### Gruppe B
|             | Ergebnis |           |
| ----------- | -------- | --------- |
| Italien     | 3:1      | Slowenien |
| Deutschland | 3:0      | Slowenien |
| Deutschland | 3:0      | Italien   |

| Rang | Land        | Spiele | Sätze | Punkte |
| ---- | ----------- | ------ | ----- | ------ |
| 1    | Deutschland | 6:0    | 18:3  | 4      |
| 2    | Italien     | 3:4    | 11:14 | 3      |
| 3    | Slowenien   | 1:6    | 6:18  | 2      |

|  | Viertelfinale |

#### Gruppe C
|         | Ergebnis |         |
| ------- | -------- | ------- |
| Belarus | 1:3      | Belgien |
| Ungarn  | 3:0      | Belgien |
| Ungarn  | 3:0      | Belarus |

| Rang | Land    | Spiele | Sätze | Punkte |
| ---- | ------- | ------ | ----- | ------ |
| 1    | Ungarn  | 6:0    | 18:5  | 4      |
| 2    | Belgien | 3:4    | 13:16 | 3      |
| 3    | Belarus | 1:6    | 10:20 | 2      |

|  | Viertelfinale |

#### Gruppe D
|             | Ergebnis |            |
| ----------- | -------- | ---------- |
| Tschechien  | 3:1      | Serbien    |
| Niederlande | 3:1      | Serbien    |
| Niederlande | 3:1      | Tschechien |

| Rang | Land        | Spiele | Sätze | Punkte |
| ---- | ----------- | ------ | ----- | ------ |
| 1    | Niederlande | 6:2    | 18:8  | 4      |
| 2    | Tschechien  | 4:4    | 14:14 | 3      |
| 3    | Serbien     | 2:6    | 10:20 | 2      |

|  | Viertelfinale |

#### Gruppe E
|            | Ergebnis |            |
| ---------- | -------- | ---------- |
| Österreich | 3:1      | Bulgarien  |
| Ukraine    | 3:1      | Bulgarien  |
| Ukraine    | 3:2      | Österreich |

| Rang | Land       | Spiele | Sätze | Punkte |
| ---- | ---------- | ------ | ----- | ------ |
| 1    | Ukraine    | 6:3    | 20:14 | 4      |
| 2    | Österreich | 5:4    | 22:13 | 3      |
| 3    | Bulgarien  | 2:6    | 7:22  | 2      |

|  | Viertelfinale |

#### Gruppe F
|          | Ergebnis |        |
| -------- | -------- | ------ |
| Polen    | 3:0      | Türkei |
| Schweden | 3:0      | Türkei |
| Schweden | 1:3      | Polen  |

| Rang | Land     | Spiele | Sätze | Punkte |
| ---- | -------- | ------ | ----- | ------ |
| 1    | Polen    | 6:1    | 19:6  | 4      |
| 2    | Schweden | 4:3    | 14:14 | 3      |
| 3    | Türkei   | 0:6    | 5:18  | 2      |

|  | Viertelfinale |

#### Gruppe G
|          | Ergebnis |          |
| -------- | -------- | -------- |
| Russland | 3:0      | Kroatien |
| Portugal | 3:1      | Kroatien |
| Portugal | 3:2      | Russland |

| Rang | Land     | Spiele | Sätze | Punkte |
| ---- | -------- | ------ | ----- | ------ |
| 1    | Portugal | 6:3    | 21:10 | 4      |
| 2    | Russland | 5:3    | 16:15 | 3      |
| 3    | Kroatien | 1:6    | 8:20  | 2      |

|  | Viertelfinale |

#### Gruppe H
|            | Ergebnis |              |
| ---------- | -------- | ------------ |
| Luxemburg  | 3:1      | Griechenland |
| Frankreich | 3:1      | Griechenland |
| Frankreich | 3:2      | Luxemburg    |

| Rang | Land         | Spiele | Sätze | Punkte |
| ---- | ------------ | ------ | ----- | ------ |
| 1    | Frankreich   | 6:3    | 19:16 | 4      |
| 2    | Luxemburg    | 5:4    | 20:14 | 3      |
| 3    | Griechenland | 2:6    | 10:19 | 2      |

|  | Viertelfinale |

### Hauptrunde
|  | Viertelfinale (6.9.) | Viertelfinale (6.9.) | Viertelfinale (6.9.) | Viertelfinale (6.9.) | Viertelfinale (6.9.) | Viertelfinale (6.9.) | Viertelfinale (6.9.) |          |          | Halbfinale (7.9.) | Halbfinale (7.9.) | Halbfinale (7.9.) | Halbfinale (7.9.) | Halbfinale (7.9.) | Halbfinale (7.9.) | Halbfinale (7.9.) |  |  | Finale (8.9.) | Finale (8.9.) | Finale (8.9.) | Finale (8.9.) | Finale (8.9.) | Finale (8.9.) | Finale (8.9.) |
|  |                      |                      |                      |                      |                      |                      |                      |          |          |                   |                   |                   |                   |                   |                   |                   |  |  |               |               |               |               |               |               |               |
|  | 1                    | Rumänien             | 3                    | 3                    | 3                    |                      |                      |          |          |                   |                   |                   |                   |                   |                   |                   |  |  |               |               |               |               |               |               |               |
|  | 8                    | Frankreich           | 0                    | 1                    | 0                    |                      |                      |          |          |                   |                   |                   |                   |                   |                   |                   |  |  |               |               |               |               |               |               |               |
|  | 8                    | Frankreich           | 0                    | 1                    | 0                    | 1                    | Rumänien             | 3        | 0        | 3                 | 3                 |                   |                   |                   |                   |                   |  |  |               |               |               |               |               |               |               |
|  |                      |                      |                      |                      |                      |                      |                      | 3        | 0        | 3                 | 3                 |                   |                   |                   |                   |                   |  |  |               |               |               |               |               |               |               |
|  |                      | 11                   | Polen                | 1                    | 3                    | 1                    | 0                    |          |          |                   |                   |                   |                   |                   |                   |                   |  |  |               |               |               |               |               |               |               |
|  | 11                   | 11                   | Polen                | 1                    | 3                    | 1                    | 0                    | Polen    | 3        | 0                 | 3                 | 3                 |                   |                   |                   |                   |  |  |               |               |               |               |               |               |               |
|  | 11                   |                      |                      |                      |                      |                      |                      |          | 3        | 0                 | 3                 | 3                 |                   |                   |                   |                   |  |  |               |               |               |               |               |               |               |
|  | 4                    | Niederlande          | 0                    | 3                    | 0                    | 0                    |                      |          |          |                   |                   |                   |                   |                   |                   |                   |  |  |               |               |               |               |               |               |               |
|  |                      |                      |                      |                      |                      |                      |                      | 1        | Rumänien | 3                 | 3                 | 3                 |                   |                   |                   |                   |  |  |               |               |               |               |               |               |               |
|  |                      | 7                    | Portugal             | 2                    | 2                    | 0                    |                      |          |          |                   |                   |                   |                   |                   |                   |                   |  |  |               |               |               |               |               |               |               |
|  | 3                    | Ungarn               | 3                    | 3                    | 1                    | 0                    | 3                    |          |          |                   |                   |                   |                   |                   |                   |                   |  |  |               |               |               |               |               |               |               |
|  | 5                    | Ukraine              | 2                    | 0                    | 3                    | 3                    | 0                    |          |          |                   |                   |                   |                   |                   |                   |                   |  |  |               |               |               |               |               |               |               |
|  | 5                    | Ukraine              | 2                    | 0                    | 3                    | 3                    | 0                    | 3        | Ungarn   | 0                 | 1                 | 3                 | 1                 |                   |                   |                   |  |  |               |               |               |               |               |               |               |
|  |                      |                      |                      |                      |                      |                      |                      | 3        | Ungarn   | 0                 | 1                 | 3                 | 1                 |                   |                   |                   |  |  |               |               |               |               |               |               |               |
|  |                      | 7                    | Portugal             | 3                    | 3                    | 1                    | 3                    |          |          |                   |                   |                   |                   |                   |                   |                   |  |  |               |               |               |               |               |               |               |
|  | 7                    | 7                    | Portugal             | 3                    | 3                    | 1                    | 3                    | Portugal | 1        | 3                 | 0                 | 3                 | 3                 |                   |                   |                   |  |  |               |               |               |               |               |               |               |
|  | 7                    |                      |                      |                      |                      |                      |                      |          | 1        | 3                 | 0                 | 3                 | 3                 |                   |                   |                   |  |  |               |               |               |               |               |               |               |
|  | 2                    | Deutschland          | 3                    | 2                    | 3                    | 1                    | 2                    |          |          |                   |                   |                   |                   |                   |                   |                   |  |  |               |               |               |               |               |               |               |